# Edgar Aristizábal Quintero
Edgar Aristizábal Quintero (Cartago, Valle del Cauca, 2 de diciembre de 1965) es un eclesiástico colombiano de la Iglesia católica. Fue Obispo Auxiliar de la Arquidiócesis de Medellín hasta mayo de 2017 cuando Su Santidad el Papa Francisco lo nombró Obispo de Yopal. El pasado 19 de julio, tras haber pastoreado durante siete años la Diócesis de Yopal, monseñor Edgar Aristizábal Quintero, tomó posesión canónica de la Diócesis de Duitama-Sogamoso.

## Biografía

### Primeros años y formación
Nació en Cartago el 2 de diciembre de 1965, hijo de Luis Arturo Aristizábal Ramírez y de Olga Quintero Bedoya.
Realizó los estudios de bachillerato en el Seminario Menor de Cartago. Los estudios de Filosofía los realizó en el Seminario Mayor de San Pedro Apóstol de Cali y el Seminario Mayor Nuestra Señora de la Anunciación de Cartago, y los estudios de teología en el Seminario Mayor Nuestra Señora del Rosario de Manizales y en el Seminario Mayor de Cartago.
Obtuvo en Roma la Licencia en Teología Bíblica en la Pontificia Universidad Gregoriana.

### Sacerdocio
Recibió la ordenación sacerdotal el 7 de diciembre de 1990 de manos del entonces obispo de Cartago, José Gabriel Calderón Contreras. 
Durante su ministerio, ha desempeñado los siguientes cargos:
- Párroco de San Gabriel en Cartago(1990)
- Párroco de San Joaquín y Santa Ana en Cartago (1992-1993)
- Rector del Santuario de Ecce Hemo en Ricaurte (1994-1996)
- Profesor y rector del seminario menor y profesor del Seminario Mayor de Cartago (1991-1996)
- Rector del Seminario Mayor de Cartago (1999-2009)
- Director del Departamento para la Doctrina de la Conferencia Episcopal Colombiana (2009-2010)

Ha sido asesor eclesiástico de cursillos de cristiandad, miembro del consejo presbiteral, del consejo pastoral y del consejo de consultores de la diócesis de Cartago.

## Episcopado

### Obispo Auxiliar de Medellín
El 4 de mayo de 2011, el papa Benedicto XVI lo nombró Obispo Auxiliar de Medellín y titular de Castra Galbae. Recibió la ordenación episcopal el 4 de junio del mismo año, en la Catedral Metropolitana de Medellín, de manos de monseñor Ricardo Tobón Restrepo, arzobispo de Medellín. 

### Obispo de Yopal
El 4 de mayo de 2017 el papa Francisco lo nombró Obispo de Yopal, en el departamento de Casanare.